# Цефеј (сазвежђе)
Цефеј (лат. Cepheus) је сазвежђе северне хемисфере, једно од 88 савремених и 48 оригиналних Птоломејевих сазвежђа. Препознатљиво је по карактеристичном распореду најсјајнијих зезда у облику кућице.

## Митологија
По митологији, Цефеј је био краљ Етиопије чије је жена Касиопеја тврдила да је лепша од Нереида, због чега су осуђени да жртвују своју ћерку Андромеду морском чудовишту. Андромеду је спасио Персеј скаменивши морско чудовиште помоћу главе Медузе.
Све личности овог мита су добиле своје сазвежђе: Цефеј, Касиопеја, Андромеда, Персеј, Пегаз (крилати коњ који је изашао из Медузиног тела након што јој је Персеј одсекао главу) и Кит (морско чудовиште).

## Звезде
Најсјајнија звезда овог сазвежђа је алфа Цефеја (Алдерамин, „десна рука“), субџин А класе на путу да постане црвени џин. Услед прецесије Земљине осе, Алдерамин је био северна поларна звезда пре 20.000 година, а биће поново за 5.500 година. Магнитуда Алдерамина је 2,44.
Бета Цефеја (Алфирк, „стадо“) је друга најсјајнија звезда Цефеја, магнитуде 3,23. Алфирк је тројни систем чија је примарна компонента пулсирајућа променљива, прототип своје класе. Од Сунца је удаљена приближно 595 светлосних година.
Гама Цефеја (Ераи или Алраи, „пастир“) је двојна звезда која лежи на око 45 светлосних година од Сунца. Примарна компонента је наранџасти субџин за кога се верује да је стар 6,6 милиона година. Пратилац је вероватно црвени патуљак исте старости. Ераи, магитуде 3,21, ће бити северна поларна звезда пре Алдерамина, за 4000 година. Једна вансоларна планета (Тадмор) орбитира око главне звезде система. Откривена је 2002, премда је први пут детектована 1988. године, што би је чинило првом вансоларном планетом икад откривеном.
Делта Цефеја (Ал радиф, „пратилац“) је двојна звезда магнитуде 3,75. Примарна компонента је жути џин који је прототип своје класе променљивих које служе као небеске стандардне свеће. Пратилац је плав, магнитуде 7,5.

## Објекти дубоког неба
У Цефеју се налази неколико занимљивих објеката дубоког неба. У близини северног небеског пола се налази NGC 188, врло старо глобуларно јато кога чини око 150 звезда. Открио га је Џон Хершел 1825. године, а претпоставља се да је формирано пре 10-20 милијарди година.
Око 2°,5 јужно од тете Цефеја се налази отворено звездано јато NGC 6939 кога чини осамдесетак звезда.
На граници са Лабудом се налази NGC 6946, спирална галаксија позната и по називу „Ватромет галаксија“ јер је у њој до сада опажено 9 супернових. Од Сунца је удаљена око 10 милиона светлосних година.
- Глобуларно јато
- Спирална галаксија